# Wydział Inżynierii Kształtowania Środowiska i Geodezji Uniwersytetu Przyrodniczego we Wrocławiu
Wydział Inżynierii Kształtowania Środowiska i Geodezji Uniwersytetu Przyrodniczego we Wrocławiu (WIKŚiG UP we Wrocławiu) – jeden z 6 wydziałów Uniwersytetu Przyrodniczego we Wrocławiu powstały w 1951 roku jako Wydział Melioracji Rolnych ówczesnej Wyższej Szkoły Rolniczej we Wrocławiu. Kształci studentów na siedmiu podstawowych kierunkach zaliczanych do nauk rolno-technicznych, na studiach stacjonarnych oraz niestacjonarnych.
Wydział Inżynierii Kształtowania Środowiska i Geodezji jest jednostką interdyscyplinarną. W jego ramach znajduje się 5 instytutów i 2 katedry. Aktualnie zatrudnionych jest 164 nauczycieli akademickich, w tym 7 profesorów zwyczajnych, 29 doktorów habilitowanych pracujących na stanowisku profesora nadzwyczajnego, 5 doktorów habilitowanych na stanowisku adiunkta, 80 pracowników naukowo-dydaktycznych ze stopniem naukowym doktora, 10 asystentów, 33 wykładowców i starszych wykładowców. Liczna jest również grupa adiunktów. Wydział współpracuje również z emerytowanymi profesorami, których autorytet wspiera zarówno proces dydaktyczny, jak i przede wszystkim wymianę międzynarodową.
Według stanu na 2010 rok na wydziale studiuje łącznie 3615 studentów, w tym 2326 na studiach dziennych i 1259 na studiach zaocznych oraz kilkudziesięciu doktorantów, odbywających studia doktoranckie w ramach Wydziałowego Studium Doktoranckiego.

## Historia
Powstanie wydziału ma związek z utworzeniem 15 grudnia 1945 roku Katedry Melioracji i Inżynierii Rolnej na Wydziale Rolnictwa z Oddziałem Ogrodniczym na Politechnice Wrocławskiej. Samodzielny Wydział Melioracji Rolnych powstał w 1951 roku, jeszcze w ramach Uniwersytetu i Politechniki, a od 17 listopada 1951 roku działał w strukturach już samodzielnej Wyższej Szkoły Rolniczej. Pierwszym dziekanem został prof. Stanisław Bac, a prodziekanem zastępca profesora, dr Roman Hlibowicki – kierownik Katedry Miernictwa. Od 1 grudnia 2000 roku nastąpiła kolejna zmiana jego nazwy na Wydział Inżynierii Kształtowania Środowiska i Geodezji.

## Kierunki kształcenia
Dostępne kierunki:
- Adaptacje do zmiany klimatu (studia I stopnia)
- Bioeconomy (studia I stopnia)
- Budownictwo (studia I i II stopnia)
- Geodezja i kartografia (studia I i II stopnia)
- Inżynieria bezpieczeństwa (studia I i II stopnia)
- Inżynieria i gospodarka wodna (studia I i II stopnia)
- Inżynieria środowiska (studia I i II stopnia)

## Poczet dziekanów
1. prof. dr inż. Stanisław Bac (1951–1954)
2. dr inż. Roman Hlibowicki (1954–1958)
3. prof. dr hab. inż. Jan Wierzbicki (1958–1961)
4. prof. dr inż. Roman Hlibowicki (1961–1965)
5. dr hab. inż. Marek Urban (1965–1969)
6. dr hab. inż. Czesław Opaliński (1969–1972)
7. dr hab. inż. Adam Szpindor (1972–1975)
8. dr hab. inż. Włodzimierz Parzonka (1975–1979)
9. dr hab. inż. Zdzisław Pogodziński (1979–1981)
10. dr hab. inż. Jerzy Kowalski (1981–1987)
11. prof. dr hab. inż. Stanisław Kostrzewa (1987–1990)
12. prof. dr hab. inż. Włodzimierz Parzonka (1990–1996)
13. prof. dr hab. inż. Leszek Pływaczyk (1996–1999)
14. dr hab. inż. Andrzej Drabiński (1999–2005)
15. prof. dr hab. inż. Jerzy Sobota (2005–2012)
16. prof. dr hab. inż. Bernard Kontny (2012–2024)
17. prof. dr hab. inż. Mirosław Wiatkowski (od 2024)

## Władze Wydziału
W kadencji 2024–2028:
| Stanowisko                                                                              | Imię i nazwisko                         |
| --------------------------------------------------------------------------------------- | --------------------------------------- |
| Dziekan                                                                                 | prof. dr hab. inż. Mirosław Wiatkowski  |
| Prodziekan ds. kierunków studiów: budownictwo, Bioeconomy                               | dr hab. inż. Robert Kasperek            |
| Prodziekan ds. kierunków studiów: inżynieria bezpieczeństwa, adaptacje do zmian klimatu | dr hab. inż. Ryszard Pokładek           |
| Prodziekan ds. kierunków studiów: inżynieria środowiska, inżynieria i gospodarka wodna  | dr hab. inż. Agata Szymańska-Pulikowska |
| Prodziekan ds. kierunków studiów: geodezja i kartografia                                | dr hab. inż. Marek Trojanowicz          |

## Struktura organizacyjna

### Instytut Geodezji i Geoinformatyki
Dyrektor: prof. dr hab. inż. Witold Rohm
- Zakład Fotogrametrii i Teledetekcji
- Zakład Geodezji
- Zakład Pomiarów Szczegółowych i Geodezji Inżynieryjnej
- Zakład Geoinformatyki

### Instytut Inżynierii Środowiska
Dyrektor: prof. dr hab. Krzysztof Lejcuś
- Zakład Hydrologii i Gospodarki Wodnej
- Zakład Infrastruktury i Techniki Sanitarnej
- Zakład Modelowania Hydrodynamicznego
- Zakład Wód Podziemnych i Gospodarki Odpadami
- Laboratorium badań gruntów
- Laboratorium badań środowiskowych
- Laboratorium wodne

### Katedra Budownictwa
Kierownik: p.o. dr inż. Zofia Zięba
- Zakład Geotechniki
- Zakład Mechaniki i Wytrzymałości Materiałów
- Pracownia Konstrukcji Budowlanych
- Pracownia Budownictwa Ogólnego

### Katedra Kształtowania i Ochrony Środowiska
Kierownik: dr hab. inż. Tomasz Kowalczyk
- Zakład Kształtowania Środowiska i Eksploatacji Systemów Gospodarowania Wodą
- Laboratorium Modelowania Procesów Środowiskowych i Ergonomii
- Zakład Inżynierii Bezpieczeństwa
- Zakład Melioracji Wodnych i Hydrometeorologii

### Katedra Zastosowań Matematyki
Kierownik: dr hab. inż. Joanna Kamińska
- Zakład Badań Naukowych
- Zakład Dydaktyki